# محمد المهان
محمد حسين ذيب المهان مرعي العجمي (9 يناير 1979 -)، نائب سابق في مجلس الأمة الكويتي.

## السيرة البرلمانية
شارك محمد المهان في انتخابات مجلس الأمة الكويتي 2022 وحصل على المركز السابع في الدائرة الخامسة برصيد 5,725 صوت وفاز بالانتخابات، وحاصل على دبلوم تقنية المعلومات من كلية كامبريدج بالمملكة المتحدة وبكالوريوس إعلام من جامعة 6 أكتوبر بجمهورية مصر العربية وماجستير من جامعة القاهرة، كما حصل على درجة الدكتوراه، وعمل أستاذ محاضر في أكاديمية سعد العبد الله للعلوم الأمنية.